# 朱蘭泰
朱蘭泰（?—?），字庸伯，号侯舒，舒穆鲁氏，满洲正白旗人，清朝政治人物、同進士出身。
康熙三十八年己卯举人，三十九年（1700年）庚辰科联捷進士。康熙三十九年，擔任藍翎侍衛。雍正三年，任戶部主事，后授正紅旗滿洲協領。雍正五年，任陝西西安右翼滿洲副都統。此外升任國子監司業、侍讀學士。